# 小沼兰
小沼兰（学名：Oberonioides pusillus），为兰科小沼兰属下的一个植物种。